# یوزف اشتراسبرگر
یوزف اشتراسبرگر (آلمانی: Josef Straßberger; ۲۰ اوت ۱۸۹۴ – ۱۰ اکتبر ۱۹۵۰) وزنه‌بردار اهل آلمان بود.
وی در مسابقات بین‌المللی در مجموع برندهٔ ۱ مدال طلا و ۱ مدال برنز شده‌است.